# Giant Killing
Giant Killing est un manga écrit par Masaya Tsunamoto et dessiné par Tsujitomo. Il est actuellement prépublié dans le magazine Morning depuis 2007, et a été compilé en 66 tomes en mars 2025.
Il a connu une adaptation en anime de 26 épisodes entre avril et septembre 2010.

## Histoire

### Synopsis
Dans Giant Killing, une équipe de l'Est de Tokyo est en difficulté dans la ligue de football du Japon. L'équipe traverse une période épouvantable en ce moment arrivant au bas du tableau, et perdant plus de 5 matchs d'affilée. Perdre n'a pas fait beaucoup de bien au moral de l'équipe, qui était déjà faible. Les fans, d'autre part, sombrent. Dans le monde du football, une fois que les fans tournent le dos à une équipe, la fin est proche. Les équipes ne guérissent pas. Les entraîneurs sont licenciés, les joueurs sont vendus, et les équipes tombent dans les divisions plus petites où les profits les empêchent souvent de réussir, même face aux meilleurs des basses divisions. L'East Tokyo-United, ETU, ne peut s'en prendre qu'à l'entraîneur. L'entraîneur est prêt à tout donner pour prouver à son équipe et aux fans, que le Club est le meilleur du Japon.

### Développement
L'histoire met en scène les performances du club de football japonais de l'East Tokyo United (ou ETU) et de son nouvel entraîneur, Takeshi Tatsumi, ancienne gloire du club. Avant son retour, les saisons de l'ETU se suivaient et se ressemblaient toutes: un maintien en première division toujours obtenu à l'arraché, une valse des entraîneurs et un divorce avec les supporters. Dès son arrivée, Tatsumi va mettre en place ses très étranges méthodes afin de changer le visage de l'ETU, n'hésitant pas à contester l'autorité du capitaine Murakoshi et à aligner des jeunes inexpérimentés mais volontaires tels que Tsubaki. Si les résultats sont peu probants au début (5 défaites en autant de matchs au commencement de la saison), l'équipe totalement désunie qu'était l'ETU va se souder par la suite et produire un jeu intéressant. Le Giant Killing de Tatsumi se met en place…

## Personnages

### Entraineurs
Takeshi Tatsumi est le très excentrique entraîneur de l'East Tokyo United. Tatsumi est une ancienne star du football japonais, révélée par l'ETU avec lequel il a atteint les sommets. Le club commence sa chute (il passera quelques saisons en deuxième division) lorsque le prodige part chercher la gloire en Europe. Lorsqu'il revient au club en provenance du FC Eastham, club amateur anglais qu'il a hissé dans les derniers tours de la FA Cup, les ultras appelés les United Skulls ne lui ont toujours pas pardonné d'avoir abandonné l'équipe. Leur haine à l'égard du jeune entraîneur (35 ans) atteint son paroxysme pendant la série de défaites du début de saison. Mais Tatsumi parvient à redresser la barre et à regagner le respect des supporters.
Les méthodes d'entraîneur de Tatsumi sont très particulières. Par exemple, il déclare dès le premier entraînement que les jeunes du groupe pro composeront l'équipe type (avant de faire quelques modifications cependant), se sert de jeux comme le tennis-ballon pour choisir les titulaires au prochain match, ou se prive volontairement du meilleur buteur pendant une certaine période. Il considère les conférences de presse comme des pertes de temps et se fait constamment rouspéter par Yuri, la jeune attachée de presse du club, qui lui reproche sa négligence vestimentaire, sa communication pas toujours très réfléchie, et cetera.
Dulfer est l'entraîneur des Osaka Gunners, il est néerlandais. Il souhaite que son équipe propose du beau jeu avant tout et considère que la victoire suivra naturellement. Il s'inspire ainsi du « football total » des Pays-Bas des années 80 mis en avant par Johan Cruijff. Il est assez imbu de lui-même et apprécie beaucoup que son traducteur lui fasse des compliments.
Blanc est le sélectionneur national du Japon, il est français, son personnage est basé sur Philippe Troussier (ancien sélectionneur franco-ivoirien de l'équipe du Japon de 1998 à 2002). Il apprécie Tatsumi à la suite des déclarations de celui-ci lors de la cérémonie d'ouverture de la saison du championnat. Il est accompagné de deux assistants traducteurs.

### Joueurs

#### East Tokyo United
Kazuki Kuroda (no 2) est défenseur central et l'un des joueurs expérimentés de l'ETU fidèles à Murakoshi avec son compère de défense centrale Sugie. Il est souvent exubérant dans ses réactions qu'elles soient positives, pour motiver ses coéquipiers, ou négatives, lorsqu'il n'hésite pas à houspiller un autre joueur (Akasaki) voire l'entraîneur Tatsumi. Forte tête, il ne se remet lui-même en question que grâce à l'intervention de Sugie. On peut dire que le no 2 de l'ETU est un des personnages importants de l'équipe.
Shigeyuki Murakoshi (no 6) est milieu récupérateur à l'ETU. Il en est le capitaine emblématique depuis de nombreuses saisons au cours desquelles il a acquis la reconnaissance des supporters qui le surnomment « Mister ETU » en raison de son dévouement et de sa loyauté envers le club. Il l'a rejoint quand il était encore un jeune espoir du football japonais, dans l'espoir d'évoluer aux côtés de Tatsumi sur le terrain. Mais ce dernier quitte le club à son arrivée, brisant son rêve et le contraignant à passer sa carrière dans une équipe de bas étage.
Lorsque Tatsumi reprend l'équipe, Murakoshi se voit dépossédé du brassard de capitaine après avoir perdu un match d'entraînement face aux nouveaux jeunes joueurs de l'ETU, provoquant la colère des supporters qui ne supporte pas que « le traitre » s'en prenne à Mister ETU. Sa relation avec son nouvel entraîneur démarre mal, mais il va se remettre en question pendant le match de pré-saison contre Tokyo Victory. Tatsumi lui rend alors le brassard et depuis, Murakoshi montre un soutien sans faille à son entraîneur.
Daisuke Tsubaki (no 7) est ailier à l'ETU. Issu directement des catégories jeunes du club, il ne faisait pas l'unanimité chez les entraîneurs adjoints de par ses quelques lacunes techniques et son mental fragile pour le haut niveau, jusqu'à ce que Tatsumi le lance dans le grand bain dès le premier match. Il est en quelque sorte le révélateur de la forme de l'ETU : l'équipe marche bien quand il est dans un bon jour et piétine quand il est en difficulté.
Tsubaki manque cruellement de confiance en lui, il se demande d'ailleurs pourquoi Tatsumi continue de l'aligner en dépit de ses premières prestations qui se révèlent médiocres. Mais sa grande force est sa pointe de vitesse qui lui permet de faire la différence sur son côté, vitesse que Tatsumi utilise pour soutenir l'attaque comme pour combler les brèches en défense. Il apprend beaucoup des enseignements de Murakoshi notamment sur le plan psychologique. Tsubaki porte le même numéro (no 7) que Tatsumi quand celui-ci jouait à l'ETU.
Luigi "Gino" Yoshida (no 10) est le meneur de jeu de la formation de l'ETU. C'est un joueur extrêmement doué balle au pied, ses passes sont données au millimètre et ses frappes au but sont redoutables. Il a le potentiel pour évoluer en sélection japonaise. Problème: il est nonchalant et relativement narcissique. Ce qui ne l'empêche pas d'être l'idole des supportrices de l'ETU qui le surnomment "le Prince".
Gino est le danger n°1 lors des phases offensives et les défenseurs éprouvent beaucoup de mal à couper les trajectoires de ses passes. Son entente avec Tsubaki sur le terrain est l'une des principales armes offensives de l'ETU.
Kyohei Sera (no 20) est un jeune avant-centre qui s'est retrouvé propulsé à la pointe de l'attaque est-tokyoïte à la suite de l'arrivée de Tatsumi. C'est un joueur correct mais pas vraiment prolifique et sa progression stagne lorsque celle de l'équipe décolle. Sera va connaître une grosse période de doutes à cause de son mauvais rendement, d'une blessure et de la concurrence qui lui est imposée à son poste (Natsuki et Sakai sont les deux autres avants de l'effectif). Mais il va se ressaisir lors du choc contre Osaka Gunners.

#### Osaka Gunners
Hauer est un attaquant hollandais et certainement le danger principal pour les adversaires d'Osaka. Doté d'une carrure imposante et d'un bon jeu de tête, il est un joueur difficile à battre dans les duels physiques et cause de nombreux problèmes aux défenses centrales (dont la paire Kuroda-Sugie). Mais Hauer semble parfois plus préoccupé par l'état de sa coiffure que par le match ce qui donne parfois lieu à des situations cocasses telles que son altercation avec Kuroda (qui lui est chauve).
Kubota est le jeune meneur de jeu d'Osaka. D'une nature bien plus discrète que ses compères d'attaque, il est pourtant essentiel au bon fonctionnement du quatuor offensif. Milieu défensif de formation, c'est son nouvel entraîneur, Dulfer, qui a décidé de le faire monter d'un cran sur le terrain où le joueur se révèle être un excellent n°10 de par sa technique balle au pied et son jeu de passes digne de celui de Gino. Malheureusement, sa condition physique est encore insuffisante pour tenir un match de 90 minutes (il sera d'ailleurs remplacé pendant le match contre l'ETU).
Kubota regrette son manque de ressources physiques, raison pour laquelle il est admiratif devant la fougue et la vitesse de Tsubaki qui lui aurait aimé avoir l'aisance technique de son adversaire.

#### Nagoya
Zelberto Carlos Pepe : Trio brésilien excentrique mais très bon techniquement.

#### Tokyo Victory
Moshida (no 11) est un joueur international japonais sûr de lui et de son potentiel ainsi que de celui de son équipe. Toutefois, son comportement sur le terrain n'est pas des plus corrects. En effet, durant le match amical de pré-saison contre l'ETU, il fait plusieurs coups bas à Tsubaki dont une simulation sur un tacle glissé de ce dernier pour obtenir un coup franc sur lequel il marquera.

### Dirigeants de l'ETU
Yuri Nagata

### Supporters de l'ETU
Les United Skulls

## Anime
Le manga a été adapté en anime de 26 épisodes par le Studio Deen entre avril et septembre 2010. L'opening est " MY STORY" de まだ見ぬ明日へ et l'ending est "get tough" de Mori Hideharu.

## Réception
Le manga a gagné le prix du manga Kōdansha catégorie général en 2010.

### Édition japonaise
1. 1 2  Tome 1
2. 1 2  Tome 2
3. 1 2  Tome 3
4. 1 2  Tome 4
5. 1 2  Tome 5
6. 1 2  Tome 6
7. 1 2  Tome 7
8. 1 2  Tome 8
9. 1 2  Tome 9
10. 1 2  Tome 10
11. 1 2  Tome 11
12. 1 2  Tome 12
13. 1 2  Tome 13
14. 1 2  Tome 14
15. 1 2  Tome 15
16. 1 2  Tome 16
17. 1 2  Tome 17
18. 1 2  Tome 18
19. 1 2  Tome 19
20. 1 2  Tome 20
21. 1 2  Tome 21
22. 1 2  Tome 22
23. 1 2  Tome 23
24. 1 2  Tome 24
25. 1 2  Tome 25
26. 1 2  Tome 26
27. 1 2  Tome 27
28. 1 2  Tome 28
29. 1 2  Tome 29
30. 1 2  Tome 30
31. 1 2  Tome 31
32. 1 2  Tome 32
33. 1 2  Tome 33
34. 1 2  Tome 34
35. 1 2  Tome 35
36. 1 2  Tome 36
37. 1 2  Tome 37
38. 1 2  Tome 38
39. 1 2  Tome 39
40. 1 2  Tome 40
41. 1 2  Tome 41
42. 1 2  Tome 42
43. 1 2  Tome 43
44. 1 2  Tome 44
45. 1 2  Tome 45
46. 1 2  Tome 46
47. 1 2  Tome 47
48. 1 2  Tome 48
49. 1 2  Tome 49
50. 1 2  Tome 50
51. 1 2  Tome 51
52. 1 2  Tome 52
53. 1 2  Tome 53
54. 1 2  Tome 54
55. 1 2  Tome 55
56. 1 2  Tome 56
57. 1 2  Tome 57
58. 1 2  Tome 58
59. 1 2  Tome 59
60. 1 2  Tome 60
61. 1 2  Tome 61
62. 1 2  Tome 62
63. 1 2  Tome 63
64. 1 2  Tome 64
65. 1 2  Tome 65
66. 1 2  Tome 66
67. 1 2  Tome 67